# Ležáky

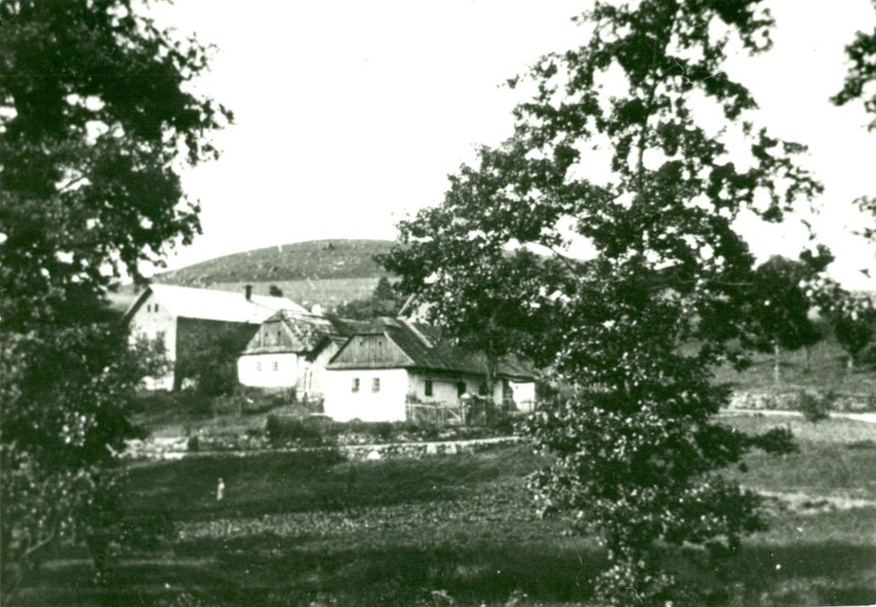
Ležák antes de 1942

Ležáky era un pueblo de Checoslovaquia. El 24 de junio de 1942 fue arrasado por los nazis durante la ocupación alemana de Checoslovaquia.

## Introducción
Ležáky fue un asentamiento habitado por agricultores y mineros. Lo formaban ocho casas concéntricas cerca de una fábrica que era la base económica del pueblo cuyo nombre se debe al Arroyo Ležák.
Ležáky hoy en día es una zona reverente o en lo que se le conocería en Hispanoamérica como un Memorial. Situado en el distrito de Pradubice, a 30 km al sur de Pardubice, en el ámbito de la provincia de Chrudim Miřetice cerca del pueblo de Včelákov.
El nombre Ležák pertenecía a la fábrica, a las viviendas y a los locales que se encuentran cerca del arroyo, luego al estanque por encima del molino. 
Más tarde Ležáky se convirtió en el nombre de la colonia. El edificio más antiguo, es un lugar remoto situado en el valle de Ležáky fue el molino del aserradero que se menciona en primer lugar en 1714. 
Las dos primeras casas construidas ahí pertenecían, una a Jiří Boháč (la casa número 12), con campo y un prado, y la casa de Franco Hrabal (la casa número 11) con prado y campo, se construyeron en la ladera por encima del arroyo a partir del año de 1784.
El registro escrito acerca de las dos primeras casas de Ležáky es desde el año 1785. En el proceso, especialmente en el siglo XIX el número de casas fue en aumento, construcciones de madera y ladrillo, por ejemplo las números 23,26,27,28 y 29. Nunca hubo más de 8 viviendas y la novena casa era la fábrica con el número 26 (en los años cuarenta del siglo XIX su antiguo propietario Ignác Vybíral reconstruyó ese sitio).
A pesar de que no hay granjas en las proximidades de la fábrica el edificio fue próspero, incluso durante las dos guerras mundiales. Una colonia tan pequeña como Ležáky nunca figuró en la historia económica y la gestión de forma independiente. Si la vida de sus habitantes siempre dependía de la cooperación con los pueblos vecinos, por ejemplo, Včelákovice o Miřetice que están estrechamente relacionados con la historia de Ležáky. 
Los hombres de Ležáky se ganaban la vida cerca de las canteras. La primera cantera fue inaugurada en Dachov que se vinculaba con Ležáky, en 1942 se hizo famoso como la cantera Hluboká y fue en la década de los años noventa del siglo XIX. En la zona hay más canteras que se establecieron en el proceso de explotación. El material que se explotaba era granito, los albañiles la usaban para hacer adoquines, bordillos, lápidas y otros productos, eran hechos en forma manual. Una de las localidades fue conocida como cantera Čeník. Todos los lugares mencionados se convertirá en una parte de la tragedia de Ležáky. 
En Ležáky las mujeres eran famosas por sus bordados que utilizaban para llevar a las localidades de Skuteč o Chrast para la venta. Esta era otra opción para hacer dinero tanto para los hombres como para las mujeres, eran los trabajos auxiliares para los agricultores de los alrededores durante la temporada de cosecha. 
Antes de la tragedia de Ležáky se formaba la aldea por nueve edificios, donde vivían 54 habitantes (en el registro de la propiedad que pertenecía a los dos pueblos vecinos así se la menciona). 
De acuerdo con este registro hay separación en la comunidad de Miřetice respecto a las escuelas y en Včelákov, respecto a las iglesias así mismo en Včelákov y Vrbatův Kostelec. Todos los habitantes de Ležáky podrían utilizar la estación de tren de Vrbatův Kostelec y la gendarmería asimismo pordian hacer uso de la oficina de correos que estaba asentada allí.
El último molinero de Ležáky fue Jindřich Švanda nacido en 1904 que en agosto de 1937 se casó con Františka Šťulíková nacida en 1909 que fue una hija de la ex molinero Václav Šťulík. Švanda, la joven tuvo dos hijas, Emilie (nacido en febrero de 1939) y Bohumila (nacido en abril de 1940) y que estaban viviendo felizmente en Ležáky. Jindřich Švanda vivían gracias a la fábrica hasta que lo aqujo una enfermedad en las manos. 
En el primer piso de la fábrica de Ležáky vivió hasta el 21 de junio de 1942, el hermano de Františka Švandová, Josef Šťulík que nació en la fábrica en 1913 y que en junio de 1939 casó con María, cuyo nombre de soltera Pelikánová se unió en matrimonio con un nativo de Včelákov, Šťulík la joven tuvo dos hijas, Jarmila nació en noviembre de 1939 y Marie nació en julio de 1941. Josef Šťulík recibió experiencia laboral trabajando la piedra como albañil y abrió una cantera en la propiedad perteneciente a la fábrica.

## La Tragedia de Ležáky
En diciembre de 1941 se lanzaron varios paracaidistas en el Protectorado de Bohemia y Moravia, algunos de ellos fueron enviados para asesinar a Reinhard Heydrich (véase Operación Antropoide para más detalles). Este grupo era parte de la Operación Plata y varias personas de Ležáky les ayudaron, proveyéndoles un escondite para su estación de radio. Tras el asesinato de Heydrich (27 de mayo de 1942) la venganza de los nazis comenzó con la ley marcial. 
Por la noche el 29 de diciembre de 1941 el avión británico Halifax transportaba paracaidistas, miembros del ejército checo en Gran Bretaña, al Protectorado. El grupo Antropoides (Josef Gabčík, Jan Kubiš) fueron entrenados para llevar a cabo el asesinato del Diputado del Reich y Protector de Bohemia y Moravia; Reinhard Heydrich, la misión de un grupo de plata al cual pertenecían (Alfréd Bartoš, Josef Valčík y el radio-operador Potůček Jiří) era establecer y mantener contacto con Londres y para ayudar a la resistencia nacional.
El líder de la Operación Plata A, Alfréd Bartoš establecido en la sede de Pardubice, donde había vivido durante varios años con su madre, que estaba en contra de las reglas de la conspiración. 
En enero de 1941, el radio Libuše operado por el Sr. J. Potůček radiaba de la cantera cerca de Hluboká Dachov que estaba en estrecha vecindad de Ležáky. El protector de la cantera Jindřich Vaško František y su hermano que era el arrendatario de Hluboká de oficio maquinista junto con Karel Svoboda estaban ayudando a este grupo de la resistencia Checa.
La señales se emiten desde el doble techo de la sala de máquinas en condiciones extremas.
Libuše fue trasladado a otros lugares y después regresó a la cantera Hluboká pero en abril ya está colocado en la fábrica de Ležáky donde Jindřich Švanda el molinero y el radio operador Potůček se trasladó al primer piso del apartamento de molinero del cuñado Josef Šťulík. Sargentos en jefe de la gendarmería en Vrbatův Kostelec, Karel Knez con sus inferiores ya están cooperando con Potůček. 
Los paracaidistas Josef Gabčik y Jan Kubiš, muy probablemente en cooperación con Josef Valčík, ya estaban listos para llevar a cabo un asesinato, el de R. Heydrich el 27 de mayo de 1942. 
Tras el atentado, El Estado Mayor KHFrank, ahora ministro delegado de Hitler para dirigir el protectorado proclamó una emergencia: se trata de los llamados segundos Heydrichiade, lo cual llevó a un período de cruel terrorismo, en busca de los culpables del acto terrorista que ocasionó la muerte de uno de los más cercanos colaboradores de Hitler.
Heydrich sucumbió el 4 de junio en Praga Bulovce en un hospital Alemán, ya que no quiso ser atendido por médicos checos lo que le ocasionó una fuerte infección que lo llevó a la muerte. La búsqueda de los asesinos conduce equivocadamente por las transmisiones de radio, a un distrito monitoreado por la Gestapo, y este se encuentra en Lidice que el 10 de junio es quemada por los nazis. Lidice los hombres son asesinados, las mujeres arrastradas a los campos de concentración y los niños que en su mayor parte se trasladó a Lodz y posteriormente les siguió la muerte. 
Debido a la denuncia, que fue presentada por el paracaidista Karel Čurda, un miembro del grupo de salida paracaidista a distancia, Que delató en sus interrogatorios, este es un momento crucial cuando él llama opcionalmente Praga como el origen. La Gestapo el día 16 de junio, y tras las olas de la detención de los miembros se centraron en la resistencia de los colegas y de "paracaídas de agentes", que es cómo nazis llamados paracaidistas, seguido. El miércoles, 17 de junio Luděk Matura de Svítkov llegó a la fábrica de Ležáky en una bicicleta para avisar a Jiří Potůček, švandas y Šťulíks de la situación. Hacia la mañana del día siguiente, la estación de radio Libuše, deja el valle de Ležáky en un coche, acompañado por Potůček y Jindřich Vaško. El radio-operador se desplaza hacia el Norte hacia Červený Kostelec. La Gestapo le sigue con entusiasmo. La odisea de Potůček terminó el 2 de junio de 1942, cuando un policía le disparó en un bosque entre Trnová y Rosice cerca de Pardubice. 
Siete paracaidistas, cayeron el 18 de junio sobre la base de la denuncia del paracaidista Karel Čurda. 
El Estado Mayor KHFrank Nazi, era un héroe de la muerte, y los prisioneros en su mayoría llevados por sus propias manos a la antigua iglesia ortodoxa de Karel Bromejský RESSLOVA en una calle de Praga.
Entre ellos estuvo también Josef Gabčík, Jan Kubiš y Josef Valčík. Los nazis sospechaban que existe una conexión entre Valčík y la estación de radio Libuše a pesar de que no podían probar nada.
Después de la denuncia también curda Krupka, uno de los becarios establecidos en la comunidad fue detenido su nombre Alfréd Bartoš, los miembros de la oficina de exploración de Pardubice nazi confiscaron los formularios de registro de residencia de Miřetice donde pertenecía Ležáky de conformidad con el registro de la propiedad, lo cual los lleva a lo que están buscando en la cantera Hluboká y en la fábrica de Ležáky. 
La Gestapo (sobre la base de sus comandos, policías), lleva a cabo la detención del checo Frantisek Vaško con su esposa, Jindřich Vaško, el molinero Jindřich Švanda, su esposa Františka, el maquinista de Hluboká Karel Svoboda, Josef Šťulík y también a su esposa Marie y sus padres con el hijo, los padres de Josef Václav Šťulík y Růžena Šťulíks y otros. El jefe sargento Karel Knět se suicidó, disparándose a sí mismo, no sin antes haber disparado también contra otros compañeros de la policía. 
El miércoles 24 de junio de 1942 se convirtió en el día fatal. Por la mañana, un convoy de vehículos armados se dirigió a la estación de Pardubice donde se encontraba la Gestapo. Los alcaldes de Louka Miřetice tuvieron que entregar los formularios de inscripción de Ležáky cuya lista de habitantes cayó en manos de la Gestapo, junto con la lista de los animales y los protocolos de las propiedades.
Aproximadamente a las doce y media de la tarde fueron cerrados herméticamente Ležáky por unidades de la SS (aproximadamente 500 personas), y por el protectorado checo con colaboracionistas policías. Hubo un control por parte de la policía de las formas de registro. Los nazis reunieron a los habitantes, la mayoría de los trabajadores de las canteras y por el camino que condujo a través de la colonia. Los niños que estaban escondidos fueron escoltados de la escuela al mismo tiempo que los familiares. Antes de cinco de la tarde los alemanes transportaron 47 ancianos, mujeres y niños al Castillo.
Después saquearon la colonia, entonces prendieron fuego a las casas que ardieron toda la noche. Tras los ajustes de terreno se garantizaría tiempo después la eliminación total del poblado mediante la contratación de la empresa Jičín, que se encargó de borrar todo vestigio de la colonia. 
Esa misma tarde los nazis asesinaron a 34 habitantes de Ležáky, 18 mujeres y 16 hombres, cerca del castillo. En Ležáky fueron asesinados siete personas residentes y más de cuarenta que cayeron en manos de los soldados y fueron fusilados el 25 de junio y el 2 de julio de 1942.
Los 13 niños fueron transportados a Praga por la noche a partir del 24 y 25 de junio. Posteriormente a la detención en el campamento de Lodz, se examinaron eventualmente a los niños en la casa de Pluščikov cerca de Poznan. Las hermanas Jarmila y Marie Šťulíks fueron reconocidas como aptos para Germanizar y fueron entregados a familias alemanas con diferentes nombres.
Después de la guerra el inspector de policía Ondráček Josef llegó a su patria y ayudó a identificar el destino del resto de los niños. Once niños de Ležáky encontraron su muerte el 25 de junio en un camión de gas en Chelmno, territorio polaco y con ellos también una niña de Lídice, así como antes de ellos 81 niños de Lidice. Los familiares de los soldados y sus becarios en el total de 254 personas fueron ejecutadas en masa el 24 de octubre de 1942 en un campo de concentración de Mauthausen.
Asesinar a los patriotas de la República Checa en relación con heydrichiade, continuaría en Mauthausen hasta enero de 1943. Más hombres y mujeres se desfallecían en la zona de Ležáky (región de Pardubice). Más gente relacionada como becarios descendientes de la Operación de plata se encontraban en campos de concentración en Osvetim, Buchenwald, Ravensbrück y sólo algunos sobrevivieron.

## El destino de Ležáky luego de su destrucción
A principios de marzo de 1943, la cantera Hluboká fue declarado desierto al Reich y bajo la supervisión del jefe de la Gestapo de Pardubice Clages se vendió en virtud de su valor a su sobrino KHBecher. 
Clages solía visitar la cantera, e incluso en su ropa de civil y tenía un gran interés por su prosperidad. Asimismo, la ex de negocios "canteras de granito" propiedad de František Vaško se convirtió en una parte de la empresa Becher. 
Desde finales de octubre hasta mediados de diciembre de 1943 los restos de Ležáky fueron arrasados hasta el suelo por unos sesenta y cinco prisioneros de campos de trabajo. Durante la liquidación de los restos del pueblo, un trabajador, Josef Bezvoda encontró dinero y armas en dos latas debajo de una piedra de la casa número 13. Dos de los habitantes de Ležáky Boháčs y Čeněk Bureš que vivía con su esposa, se escondieron muy bien y los nazis no los encontraron al aniquilar Ležáky el 24 de junio de 1942, ni después de arrasar el pueblo. 
A diferencia de Lidice, Ležáky no fue reconstruida después de la guerra, y sólo existen en la actualidad los monumentos.